# Marc Grunebaum
Marc Grunebaum, né le 8 mars 1942 au Cheylard (Ardèche) et mort le 2 septembre 1985 à Paris 2e, est un réalisateur français.

## Biographie
Assistant de 1967 à 1976, notamment de Jean-Paul Rappeneau, Jean-Pierre Melville, Roman Polanski et Henri Verneuil, il a réalisé un seul long-métrage, L'Adoption, sorti en 1979.
Il meurt soudainement en 1985 avant d'avoir pu concrétiser son projet d'adaptation de La Valse aux adieux de Milan Kundera qui devait réunir Alain Delon, Isabelle Huppert, Philippe Noiret et Burt Lancaster.

## Filmographie
Assistant réalisateur
- 1966 : Le Roi de cœur de Philippe de Broca
- 1967 : Sept fois femme de Vittorio De Sica
- 1968 : Les Cracks d'Alex Joffé
- 1969 : L'Escalier (The Staircase) de Stanley Donen
- 1969 : Le Clan des Siciliens d'Henri Verneuil
- 1971 : Le Casse d'Henri Verneuil
- 1971 : Les Mariés de l'an II de Jean-Paul Rappeneau
- 1972 : Un flic de Jean-Pierre Melville
- 1973 : Le Serpent (The Serpent) d'Henri Verneuil
- 1974 : Lacombe Lucien de Louis Malle
- 1974 : Le Hasard et la Violence de Philippe Labro
- 1975 : Peur sur la ville d'Henri Verneuil
- 1976 : Le Locataire de Roman Polanski

Réalisateur et scénariste
- 1979 : L'Adoption